# Martín Vázquez Borquetas
Martín Emilio Vázquez Broquetas (ook wel: Martín Vázquez Borquetas of Martín Vázquez ) (14 januari 1969) is een Uruguayaans voetbalscheidsrechter. Hij is in dienst van de FIFA sinds 2001. Hij heeft wedstrijden gefloten op de Olympische Zomerspelen 2008, de Copa Libertadores en de kwalificatie voor het wereldkampioenschap voetbal 2006 en het wereldkampioenschap voetbal 2010. Vázquez leidde de finale van het WK voetbal –17 jaar (2009) tussen Zwitserland en gastland Nigeria.
In maart 2013 noemde de FIFA Vázquez een van de vijftig potentiële scheidsrechters voor het Wereldkampioenschap voetbal 2014 in Brazilië.